# 吉田東洋
吉田東洋（日语：／ Yoshida Tōyō，1816年（文化13年）—1862年5月6日（文久2年4月8日）），日本江戶時代後期（幕末）政治家、土佐藩參政。
父親為土佐藩馬迴役吉田光四郎正清，母親為吉田正幸之女。妻為藩士後藤氏之女。號東洋、靜遠居。幼名郁助。通稱官兵衛、元吉。字正秋。后藤象二郎為其外甥。

## 生平
吉田生於高知城下帶屋町。文正6年(1823年)，由於兄長早逝，成為嗣子。天保4年與土佐藩士後藤左近右衛門三女琴子結婚。琴子的兄長・助右衛門的長男，即日後的后藤象二郎在嘉永元年（1848年）助右衛門死後由東洋養育。天保12年（1841年），由於父親逝世，在25歲繼承家督。
天保13年(1842年)9月作為船奉行出仕，同年11月任郡奉行轉為從事民政。推進藩主山內豐熙的藩政改革，為防止飢荒而建議設立藩營儲備的“濟農倉”。弘化2年(1845年)因病在家休養，但仍提出關於人事和法令修改、海防等意見書的“時事五個條”。弘化4年(1847年)作為船奉行再次出仕，嘉永元年(1848年)12月，藩主豐熙去世，失勢返家。
嘉永4年(1851年)以療病為由到近畿地方遊歷，結識國學者的鹿持雅澄、伊勢的漢學者齊藤拙堂等各地學者，並與來自江戶的藤田東湖、塩谷宕陰、安井息軒等人結為好友。
之後，向就任第十五代藩主的山内容堂提出「北条泰時論」，遭到賞識，嘉永6年7月27日被任命為大目付，並針對嘉永6年6月3日美國海軍准將培里黑船來航提出的要求，代表山內容堂向幕府提出拒絕開國的建議。安政元年9月、提出為了海岸警備導入鄉士與浪人的民兵制度，得到容堂信任被升為參政。但是由於同年6月10日擔任容堂江戸參勤隨行時，毆打了將軍旗本，被免職回國反省。
安政2年4月開設鶴田塾（少林塾），后藤象二郎、福岡孝弟、神山左多衛、松岡七助、板垣退助等許多上士子弟皆有入門。但東洋實施無關身分教育，明治時代開設三菱公司的岩崎彌太郎、日後與東洋對立的土佐勤王黨幹部間崎哲馬等皆為門生。之後由於國勢的變化，復職回歸山内容堂之下，推行打破門閥政治、流通機構的體制強化、採用西洋兵器等方面的制度改革。
文久2年(1862年)农历四月初八(阳历5月6日)的下雨夜晚，在藩主的指導課程結束後，與后藤象二郎分手後往帶屋町的自宅歸途中，被土佐勤王黨的那須信吾、大石團藏、安岡嘉助等人暗殺。享年47岁。